# Patrick Mayo
Patrick Mayo (né le 15 mai 1973 à Port Elizabeth) est un footballeur international sud-africain des années 2000. Il a connu 18 sélections entre 2000 et 2004 pour 6 buts.

## Buts en sélection
| Buts en sélection de Patrick Mayo | Buts en sélection de Patrick Mayo | Buts en sélection de Patrick Mayo | Buts en sélection de Patrick Mayo | Buts en sélection de Patrick Mayo | Buts en sélection de Patrick Mayo | Buts en sélection de Patrick Mayo |
|                                   | Date                              | Lieu                              | Adversaire                        | Score                             | Résultat                          | Compétition                       |
| --------------------------------- | --------------------------------- | --------------------------------- | --------------------------------- | --------------------------------- | --------------------------------- | --------------------------------- |
| 1.                                | 29 avril 2000                     | Rustenberg (Afrique du Sud)       | Maurice                           | 1-0 (1 but à 13e)                 | 3-0                               | Coupe COSAFA 2000 (1er tour)      |
| 2.                                | 21 septembre 2002                 | Blantyre (Malawi)                 | Malawi                            | 1-0 (1 but à 42e)                 | 3-1                               | Coupe COSAFA 2002 (finale aller)  |
| 3.                                | 21 septembre 2002                 | Blantyre (Malawi)                 | Malawi                            | 2-1 (1 but à 58e)                 | 3-1                               | Coupe COSAFA 2002 (finale aller)  |
| 4.                                | 12 octobre 2002                   | Bloemfontein (Afrique du Sud)     | Burundi                           | 1-0 (1 but à 13e)                 | 2-0                               | CAN 2002 (éliminatoires)          |
| 5.                                | 11 octobre 2003                   | Potchefstroom (Afrique du Sud)    | Costa Rica                        | 2-1 (1 but à 86e)                 | 2-1                               | Match amical                      |
| 6.                                | 4 février 2004                    | Monastir (Tunisie)                | Maroc                             | 1-0 (1 but à 29e)                 | 1-1                               | CAN 2004 (1er tour)               |